# Saint-Nicolas-des-Bois (Orne)
Saint-Nicolas-des-Bois ist eine französische Gemeinde mit 284 Einwohnern (Stand: 1. Januar 2022) im Département Orne in der Region Normandie. Saint-Nicolas-des-Bois gehört zum Arrondissement Alençon und zum Kanton Damigny (bis 2015: Kanton Alençon-1). Die Gemeinde ist Teil des Gemeindeverbandes Communauté urbaine d’Alençon. 

## Geographie
Saint-Nicolas-des-Bois liegt etwa sechs Kilometer nordöstlich von Alençon im Wald von Écouves. Die Gemeinde gehört zum Regionalen Naturpark Normandie-Maine. Im östlichen Gemeindegebiet verläuft das Flüsschen Briante, das zur Sarthe entwässert. Umgeben wird Saint-Nicolas-des-Bois von den Nachbargemeinden L’Orée-d’Écouves im Norden und Westen, Écouves im Osten, Colombiers im Süden und Südosten sowie Cuissai im Süden.

## Bevölkerungsentwicklung
| Jahr                      | 1962 | 1968 | 1975 | 1982 | 1990 | 1999 | 2006 | 2013 | 2021 |
| ------------------------- | ---- | ---- | ---- | ---- | ---- | ---- | ---- | ---- | ---- |
| Einwohnerzahl             | 218  | 213  | 192  | 207  | 241  | 240  | 252  | 284  | 283  |
| Quelle: Cassini und INSEE |      |      |      |      |      |      |      |      |      |

## Sehenswürdigkeiten

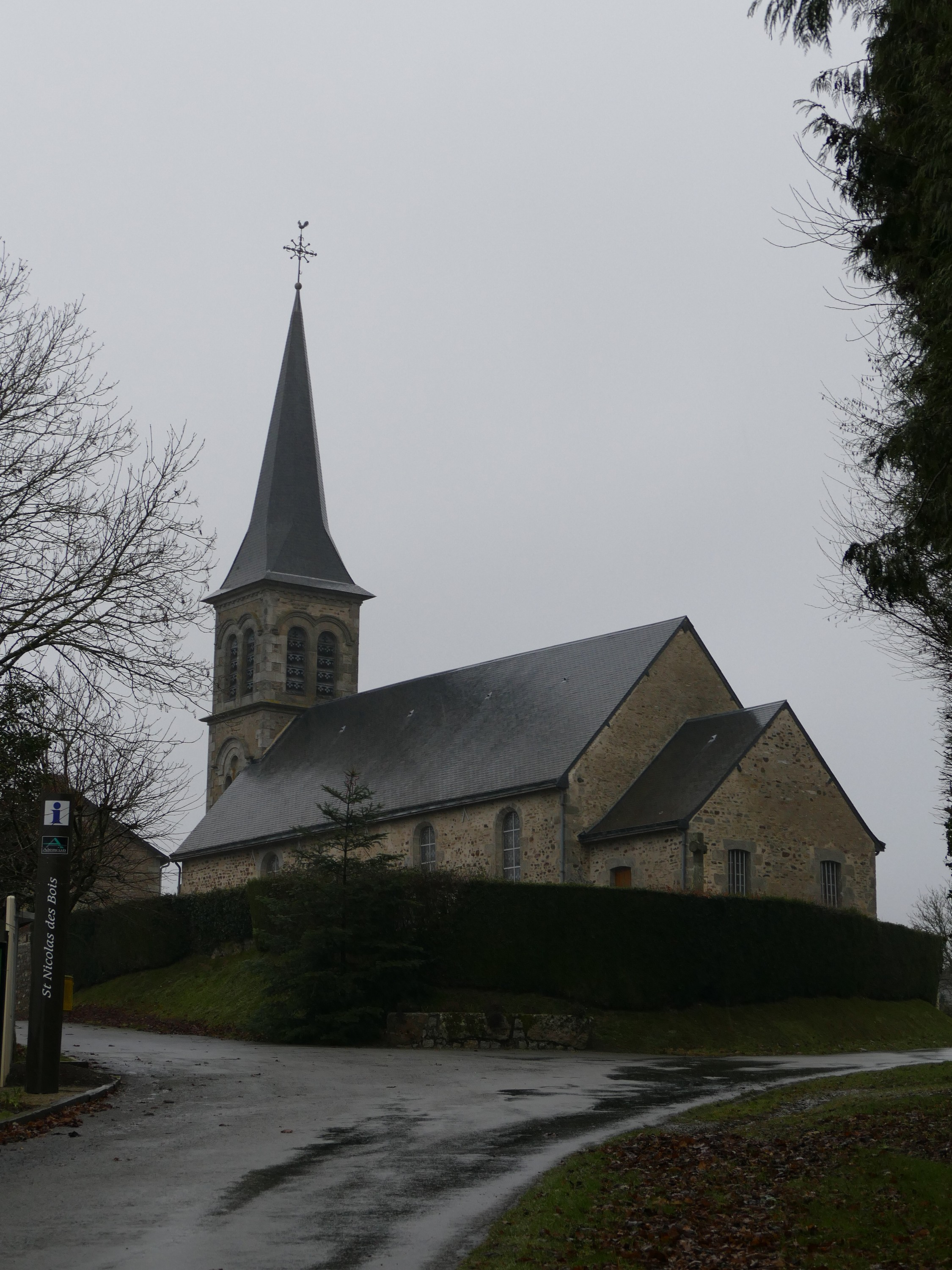
Kirche Saint-Nicolas

- Kirche Nicolas
- Nationalfriedhof von Gateys